# Hiroki Azuma (calciatore)
Hiroki Azuma (東 博樹?, Azuma Hiroki; Prefettura di Kyoto, 10 luglio 1966) è un allenatore di calcio ed ex calciatore giapponese, di ruolo difensore.

## Carriera

### Calciatore
Ha giocato per il Gamba Osaka, con cui ha vinto la Coppa dell'Imperatore 1990, giocando anche nella finale contro il Nissan Motors, quando il club si chiamava "Matsushita Electric".
Con il Yokohama Flügels Azumi vince la Coppa delle Coppe dell'AFC 1994-1995.
Chiude la carriera agonistica nel Vissel Kōbe.

### Allenatore
Ritiratosi dal calcio giocato, dal 1998 al 2000 è il responsabile delle giovanili dell'Albirex Niigata
Dal 2008 è responsabile tecnico del Shanghai Ferie FC.
Nel 2007 è divenuto vice-allenatore del FC Mi-O Biwako Kusatsu ed a partire dal 2011 primo allenatore. Ritorna a ricoprire la carica di vice-allenatore dal luglio 2014.

## Palmarès

### Giocatore

#### Competizioni nazionali
- Coppa dell'Imperatore: 1

Matsushita Electric: 1990

#### Competizioni internazionali
- Coppa delle Coppe dell'AFC: 1

Yokohama Flügels: 1994-1995
- Supercoppa d'Asia: 1

Yokohama Flügels: 1995